# 이상우 (언론인)
이상우(李祥雨, 1938년 9월 12일~)는 대한민국의 언론인이자, 소설가이다.  

## 개요
중앙 일간 신문 등 10여개 얼론 기관에 종사하면서 투철한 기자 정신으로 정론지의 제작에 전력했다. 독재 권력을 비판하다가 투옥되었지만 굽히지 않았다. 한국 최초의 한글 전용, 가로쓰기 신문을 제작한 공로로 대한민국 문화포장을 받았다. 특히 스포츠 신문의 편집 혁신을 일으켜 ‘스포츠지의 귀재’ ‘신문 마이더스 손’이라는 별명과 함께 언론사의 전설로 불리었다. 견습 기자로 출발해 16단계의 승진을 거쳐 일간 신문의 대표이사 회장에 까지 이르렀다. 
기자 생활을 하면서 소설 창작에도 힘을 기울여 추리소설 <신의 불꽃> 등 300여 편, 역사소설 <세종대왕 이도> 등 10여 편을 발표했다. 추리소설 <악녀 두 번 살다>는 단시일에 20쇄, 50만부를 발매하는 기록을 세웠다. 1983년에 추리작가협회 창설 멤버가 되어 18년간 회장으로 후배 양성에 힘썼다. 현재 이사장 직을 맡고 있다.
언론인 생활과 창작활동을 꾸준히 하면서 후배 교육에도 힘써 3개 대학에서 매스컴과 문학 강의를 12년간 계속했다.   
2022년 한국디지털문인협회를 창설하여 이사장으로서 디지털 문인들의 권익을 위한 활동을 전개하고 있다.  
언론인 생활과 소설 창작 발표를 꾸준히 하면서 중앙대 대학원, 추계예술대학, 대진대학 등에서 12년간 강의하면서 언론인 및 문단 후배 교육을 했다.

## 경력
- 2022.4~ 한국디지털문인협회 이사장
- 2015.1~ 한국추리작가협회 이사장
- 2010.1~ 한국증권신문 회장
- 2009.9 투데이 프로덕션 회장
- 2005.1~2015.12 한국추리작가협회 명예회장
- 2001.9 굿데이스포츠 대표이사 회장
- 2001.6 경향미디어 회장
- 2001.3 국제팬클럽 한국본부 이사
- 2001.1 한국소설가협회 이사
- 2000.11 아쉐뜨넥스트미디어 사장
- 2000.7 국민일보 사장
- 2000.6 파이낸셜뉴스 사장
- 1999.3 스포츠투데이 사장
- 1999.1~2000.6 서울시특별시 문화예술진흥위원회 위원
- 1998.1 한글문화단체모두모임 부회장
- 1997.3 일간스포츠 사장
- 1995.1 한국일보 부사장
- 1994.8~1995.2 추계예술학교 문예창작과 강사
- 1991.3 서울신문 사장직무대행
- 1991.3 서울신문 전무이사
- 1990.3~2003 중앙대학교 신문방송대학원 객원교수
- 1987.1~2004.12 한국추리작가협회 회장
- 1985.3 스포츠서울 편집국장
- 1969.4 한국일보 종합편집부 부장

## 특징
65년 동안 현업에서 일하면서 언론, 문학, 교육 3분야에서 모두 뚜렷한 흔적을 남겼다. 언론 현장에서 65년간 뉴스 현장을 지키며 지금도 4개 매체에 소설 연재와 시사 칼럼을 쓰고있다. 
이상우는 대학 재학 시절 지방신문 수습기자로 출발하여 중앙 일간신문으로 진출해 편집, 경영 등에 특출한 노력을 보여 한국 신문의 지면 혁신 및 제작 방식을 개선, 최초로 완전 전산화를 도입하여 신문 제작의 근대화에 힘을 보탰다. 일간 신문 6개를 창간하고 11개 신문사의 임원으로 활동했다. 신문의 디자인과 편집에 새로운 시도를 성공적으로 정착시켰다. 신문 경영 방식에도 혁신의 바람을 불어넣어 특히 스포츠신문의 창립, 경영에 성공, ‘신문경영의 귀재’ ‘스포츠 신문 마이더스의 손’이라는 평을 얻었다.
20대 초반 일간신문에 연재소설을 쓰기 시작하여 60여 년 동안 400여 편의 소설을 발표했다. 추리소설과 역사소설에 주력했다.